# Brilfulvetta
De brilfulvetta (Fulvetta ruficapilla; synoniem: Alcippe rufocapilla ) is een zangvogel uit de familie Paradoxornithidae (diksnavelmezen).

## Verspreiding en leefgebied
Deze soort is endemisch in China en telt twee ondersoorten:
- F. r. ruficapilla: centraal China.
- F. r. sordidior: zuidelijk China.

## Status
De grootte van de populatie is niet gekwantificeerd maar de soort wordt omschreven als schaars tot plaatselijk algemeen. Op de Rode lijst van de IUCN heeft deze soort de status niet bedreigd.